# Sol En Si (album, 1993)
Albums de Francis Cabrel 
Michel Jonasz 
Catherine Lara 
Maxime Le Forestier 
Maurane 
Alain Souchon
Sol En Si
(1995)
Le premier album au profit de Sol En Si, simplement intitulé Sol En Si est un album interprété par Francis Cabrel, Michel Jonasz, Catherine Lara, Maxime Le Forestier, Maurane et Alain Souchon, enregistré à l'Olympia, le 18 octobre 1993 et lors de l'émission de France 2, Taratata, le 20 octobre 1993.  L'album est paru le 19 novembre 1993, chez Warner Music France.  

## Liste des chansons
| n° | Titre                                       | Interprète(s)                                                                                | Paroles             | Musique                                  | Interprète(s) original(aux) |
| -- | ------------------------------------------- | -------------------------------------------------------------------------------------------- | ------------------- | ---------------------------------------- | --------------------------- |
| 1  | Les Jours meilleurs                         | Francis Cabrel et Maxime Le Forestier                                                        | Maxime Le Forestier | Maxime Le Forestier - Jean-Pierre Sabard | Maxime Le Forestier         |
| 2  | C'est écrit                                 | Francis Cabrel et Michel Jonasz                                                              | Francis Cabrel      | Francis Cabrel                           | Francis Cabrel              |
| 3  | Paire de palmes dans l'eau perdue           | Maurane et Michel Jonasz                                                                     | Michel Jonasz       | Michel Jonasz                            | Michel Jonasz               |
| 4  | Sur un prélude de Bach                      | Maurane et Catherine Lara                                                                    | Jean-Claude Vannier | Jean-Sébastien Bach                      | Maurane                     |
| 5  | La Craie dans l'encrier                     | Catherine Lara et Alain Souchon                                                              | Daniel Boublil      | Catherine Lara                           | Catherine Lara              |
| 6  | Quand j'aime une fois, j'aime pour toujours | Alain Souchon et Francis Cabrel                                                              | Richard Desjardins  | Richard Desjardins                       | Richard Desjardins          |
| 7  | Somerset Maugham *                          | Michel Jonasz et Maxime Le Forestier                                                         | Alain Souchon       | Laurent Voulzy                           | Alain Souchon               |
| 8  | Allô maman bobo                             | Francis Cabrel, Michel Jonasz, Maxime Le Forestier et Alain Souchon                          | Alain Souchon       | Laurent Voulzy                           | Alain Souchon               |
| 9  | J'ai eu trente ans                          | Maurane et Maxime Le Forestier                                                               | Maxime Le Forestier | Gérard Kawczynski                        | Julien Clerc                |
| 10 | Medley                                      | Medley                                                                                       | Medley              | Medley                                   | Medley                      |
|    | Encore et encore *                          | Francis Cabrel                                                                               | Francis Cabrel      | Roger Secco                              | Francis Cabrel              |
|    | Né quelque part                             | Maxime Le Forestier                                                                          | Maxime Le Forestier | Jean-Pierre Sabard                       | Maxime Le Forestier         |
|    | Toutes les mamas                            | Maurane                                                                                      | Maurane             | Arnould Massart - Evert Verhees          | Maurane                     |
|    | Nuit magique                                | Catherine Lara                                                                               | Luc Plamondon       | Catherine Lara - Sebastian Santa Maria   | Catherine Lara              |
|    | Rame                                        | Alain Souchon                                                                                | Alain Souchon       | Laurent Voulzy                           | Alain Souchon               |
|    | Du blues du blues du blues                  | Michel Jonasz                                                                                | Michel Jonasz       | Michel Jonasz                            | Michel Jonasz               |
| 11 | Ambalaba                                    | Francis Cabrel, Michel Jonasz, Catherine Lara, Maxime Le Forestier, Maurane et Alain Souchon | Claudio Veeraragoo  | Claudio Veeraragoo                       | Claudio Veeraragoo          |